# Nảy mầm trên mặt đất

Nảy mầm trên mặt đất so với dưới lòng đất

Nảy mầm trên mặt đất (Hy Lạp cổ đại ἐπίγαιος  [ epígaios ] 'trên mặt đất', từ ἐπί [epíon và γῆ [gê] - 'trái đất, mặt đất') là một thuật ngữ thực vật chỉ ra rằng sự nảy mầm của cây diễn ra trên mặt đất. Một ví dụ về một loại cây có sự nảy mầm trên mặt đất là loại đậu phổ biến (Phaseolus Vulgaris). Trái ngược của trên mặt đất là nảy mầm dưới lòng đất (nảy mầm ngầm). Nảy mầm trên mặt đất cũng không giống như nảy mầm dưới lòng đất; cả cây nảy mầm trên mặt đất và dưới lòng đất sẽ phát triển khác nhau.

## Nảy mầm trên mặt đất
Nảy mầm trên mặt đất ngụ ý rằng các lá mầm được đẩy lên trên mặt đất. Các trụ dưới lá mầm kéo dài trong khi trụ trên lá mầm vẫn giữ nguyên chiều dài. Theo cách này, trụ dưới lá mầm đẩy lá mầm lên trên.
Thông thường, bản thân lá mầm chứa rất ít chất dinh dưỡng trong thực vật cho thấy loại nảy mầm này. Thay vào đó, những lá mầm đầu tiên đã được gấp lại bên trong nó và quá trình quang hợp bắt đầu diễn ra trong đó khá nhanh.
Vì lá mầm ở trên mặt đất nên nó dễ bị tổn thương hơn nhiều như do sương đêm  hoặc chăn thả. Chiến lược tiến hóa là thực vật sẽ sản xuất một số lượng lớn hạt giống, trong đó cố gắng giữ một số tồn tại.
Thực vật cho thấy sự nảy mầm trên mặt đất cần chất dinh dưỡng bên ngoài khá nhanh để phát triển, vì vậy chúng thường xuyên hơn trên đất giàu dinh dưỡng. Các loài thực vật cũng cần tương đối nhiều ánh sáng mặt trời để quang hợp diễn ra. Do đó, chúng có thể được tìm thấy thường xuyên hơn trên cánh đồng, ở biên giới của rừng hoặc là loài tiên phong.
Thực vật cho thấy sự nảy mầm trên mặt đất phát triển tương đối nhanh, đặc biệt là trong giai đoạn đầu tiên khi các tờ rơi mở ra. Bởi vì điều này, chúng xảy ra thường xuyên ở các khu vực thường xuyên bị lũ lụt, ví dụ tại biên giới sông trong khu vực Amazon. Sự nảy mầm nhanh cho phép cây phát triển trước khi trận lụt tiếp theo diễn ra. Sau giai đoạn đầu tiên phát triển khá nhanh, cây sẽ phát triển chậm hơn so với thực vật cho thấy nảy mầm dưới lòng đất.
Có thể trong cùng một chi, một loài cho thấy sự nảy mầm trên mặt đấtl trong khi một loài khác cho thấy sự nảy mầm dưới lòng đất. Một số chi trong đó điều này xảy ra là:
- Phaseolus: đậu cô ve (Phaseolus Vulgaris) cho thấy nảy mầm trên mặt đất, trong khi đậu Phaseolus coccineus cho thấy sự nảy mầm dưới lòng đất
- Loa kèn: xem các loại hạt nảy mầm của Loa kèn
- Araucaria: các loài trong phần Eutacta cho thấy sự nảy mầm trên mặt đất, trong khi các loài trong phần Araucaria cho thấy sự nảy mầm dưới lòng đất

## Phanerocotylar với cryptocotylar
Năm 1965, nhà thực vật học James A. Duke đã đưa ra thuật ngữ phanerocotylar và cryptocotylar như các từ đồng nghĩa với epigeal và hypogeal, bởi vì ông không xem xét các thuật ngữ này về mặt từ nguyên. Sau đó, người ta đã phát hiện ra rằng có những trường hợp hiếm hoi của loài mà sự nảy mầm là epigeal và cryptocotylar. Do đó, các bộ phận đã được đề xuất có tính đến cả hai yếu tố.